# Thiago Santana
Thiago Santos Santana (Serrinha, 4 febbraio 1993) è un calciatore brasiliano, attaccante degli Urawa Reds.

## Palmarès

### Individuale
- Capocannoniere del campionato giapponese: 1

2022 (14 reti)
- Squadra del campionato giapponese: 1

2022